# 天主教馬普托總教區
天主教馬普托總教區（拉丁語：Archidioecesis Maputensis）是莫桑比克一個羅馬天主教教省總教區，下轄兩個教區。此總教區是該國三個總教區之一。
1612年1月21日設宗座署理區，1783年升為自治監督區。1941年9月4日升為總教區。1976年9月18日易名至今。
總教區包括首都馬普托和馬普托省，2004年有教友675,000人（佔轄區總人口17.5%）、四十個堂區、八十名司鐸。現任總主教為方濟各·希莫尤，輔理主教為安多尼·茹利亞塞·費雷拉-桑德拉莫，榮休總主教為亞歷山大·若瑟·桑托斯。